# Malé Kosihy
Malé Kosihy é um município da Eslováquia, situado no distrito de Nové Zámky, na região de Nitra. Tem 8,43 km² de área e sua população em 2018 foi estimada em 400 habitantes.

## Demografia
| Ano:        | 1994 | 2004    | 2014 | 2024   |
| ----------- | ---- | ------- | ---- | ------ |
| Broj ljudi: | 448  | 386     | 386  | 364    |
| Razlika:    |      | -13,83% | +0%  | -5,69% |

| Ano:               | 2023 | 2024   |
| ------------------ | ---- | ------ |
| Número de pessoas: | 363  | 364    |
| Diferença:         |      | +0,27% |